# Gehyra nana
Gehyra nana är en ödleart som beskrevs av  Storr 1978. Gehyra nana ingår i släktet Gehyra och familjen geckoödlor. Inga underarter finns listade i Catalogue of Life.